# معركة لوكايا
كانت معركة لوكايا معركة في الحرب الأوغندية التنزانية. وقد دارت بين 10 و11 مارس 1979 حول لوكايا، أوغندا، بين القوات التنزانية والمتمردين الأوغنديين، والحكومة الأوغندية والقوات الليبية. بعد احتلال قصير للبلدة، تراجعت القوات التنزانية والمتمردين الأوغنديين تحت نيران المدفعية. وبعد ذلك شن التنزانيين هجوما مضادا، وأعادوا الاستيلاء على لوكايا، وقتلوا مئات من الليبيين والأوغنديين.
استولى العقيد عيدي أمين على السلطة في أوغندا في عام 1971 وأرسى دكتاتورية وحشية. بعد سبع سنوات، حاول غزو تنزانيا المجاورة إلى الجنوب. وجرى صد الهجوم، وأمر الرئيس التنزاني جوليوس نيريري بشن هجوم مضاد على الأراضي الأوغندية. وفي 24 فبراير 1979، استولت قوات الدفاع الشعبي التنزانية على ماساكا. وقد أدت خسارة البلدة إلى اضطرابات عميقة في صفوف القادة الأوغنديين، وأمر أمين قواته بدعم من الوحدات الليبية التي أرسلها معمر القذافي بإعادة الاستيلاء عليها. كان نيريري يعتزم في الأصل إيقاف قواته في ماساكا والسماح للمنفيين الأوغنديين بمهاجمة كامبالا، عاصمة أوغندا، والإطاحة بأمين. غير أن قوات المتمردين الأوغندية لم تكن لديها القوة اللازمة لإلحاق الهزيمة بالوحدات الليبية القادمة، ومن ثم قرر نيريري استخدام قوات الدفاع الشعبي التنزانية للاستيلاء على العاصمة. وقد أوعز اللواء دافيد موسوغوري إلى اللواء 201 من قوات الدفاع الشعبي بتأمين لوكايا وطريقها المعبد إلى الشمال، وكان ذلك الطريق المباشر الوحيد من خلال مستنقع كبير إلى كامبالا. في غضون ذلك، أمر أمين قواته باستعادة ماساكا، وتم تشكيل قوة لهذا الغرض تتألف من جنود أوغنديين، وما يقرب من 1,000 جندي ليبي، وحفنة من رجال حرب العصابات التابعين لمنظمة التحرير الفلسطينية، والعديد من العربات المصفحة، بقيادة اللفتنانت كولونيل غودوين سولي.
صباح يوم 10 مارس، قام اللواء 201 التابع للقوات الدفاع الشعبي تحت إمرة العميد عمران كومبي، بدعم كتيبة من المتمردين الأوغنديين بقيادة العقيد ديفيد أوييتي-أوجوك، باحتلال لوكايا بدون وقوع حوادث. وفي وقت متأخر من بعد ظهر اليوم، تقدمت القوات الأوغندية-الليبية باتجاه الجنوب نحو ماساكا. ولم يكن الجانبان على علم بمواقع كل منهما، وعندما وصل الأوغنديون والليبيون إلى لوكايا في المساء وشاهدوا قوات الدفاع الشعبي، أطلقوا وابلا من الصواريخ. وكسر رجال اللواء 201، الذين كانوا في الغالب عديمي الخبرة، وهربوا تحت الهجوم، وتراجعوا إلى المستنقع القريب. على الرغم من أن قوات أمين كانت تحت أوامر لتأمين ماساكا، توقفوا في لوكايا، خوفا من فخ. كان القادة التنزانيون منزعجين للغاية من أداء قواتهم وأمروا اللواء 208 بالسير من موقعه على بعد 60 كيلومترا شمال غرب المدينة إلى طريق كامبالا ليطوقوا القوات الأوغندية والليبية.
ساد الارتباك الليل، لكن فجر 11 مارس، وصل اللواء 208 إلى موقعه المستهدف وبدأ الهجوم المضاد التنزاني. هاجم اللواء 201 الذي أعيد تجميعه الليبيين والأوغنديين من الأمام والـ208 من الخلف، كما استخدمت المدفعية التابعة لقوات الدفاع الشعبي لإحداث تأثير كبير. فوجئت قوات أمين بهذا الهجوم، وبدأ الليبيون بالتراجع. تم سحق سولي عن طريق الخطأ من قبل واحدة من دباباته المنسحبة، مما عجل بانهيار الدفاعات الأوغندية. وقد قتل مئات من القوات الحكومية الأوغندية والقوات الليبية، وتمكنت قوات الدفاع الشعبي من مواصلة السير على الطريق والهجوم لاحقا على كامبالا.

## خلفية
في عام 1971، أطلق العقيد عيدي أمين انقلابا عسكريا أطاح بالرئيس الأوغندي ميلتون أوبوتي، مما عجل في تدهور العلاقات مع تنزانيا المجاورة. وكان للرئيس التنزاني جوليوس نيريري روابط وثيقة مع أوبوتي ودعم توجهه الاشتراكي. قام أمين بتنصيب نفسه رئيسا لأوغندا وحكم البلاد في ظل دكتاتورية وحشية. ورفض نيريري الاعتراف الدبلوماسي بالحكومة الجديدة وقدم اللجوء إلى أوبوتي ومؤيديه. وأيد ضمنا محاولة فاشلة من جانب أوبوتي للإطاحة بأمين عام 1972، وبعد نزاع قصير حول الحدود، وقع هو وأمين اتفاقية سلام. ومع ذلك، ظلت العلاقات بين الرئيسين متوترة، وكرر أمين تهديداته بغزو تنزانيا.

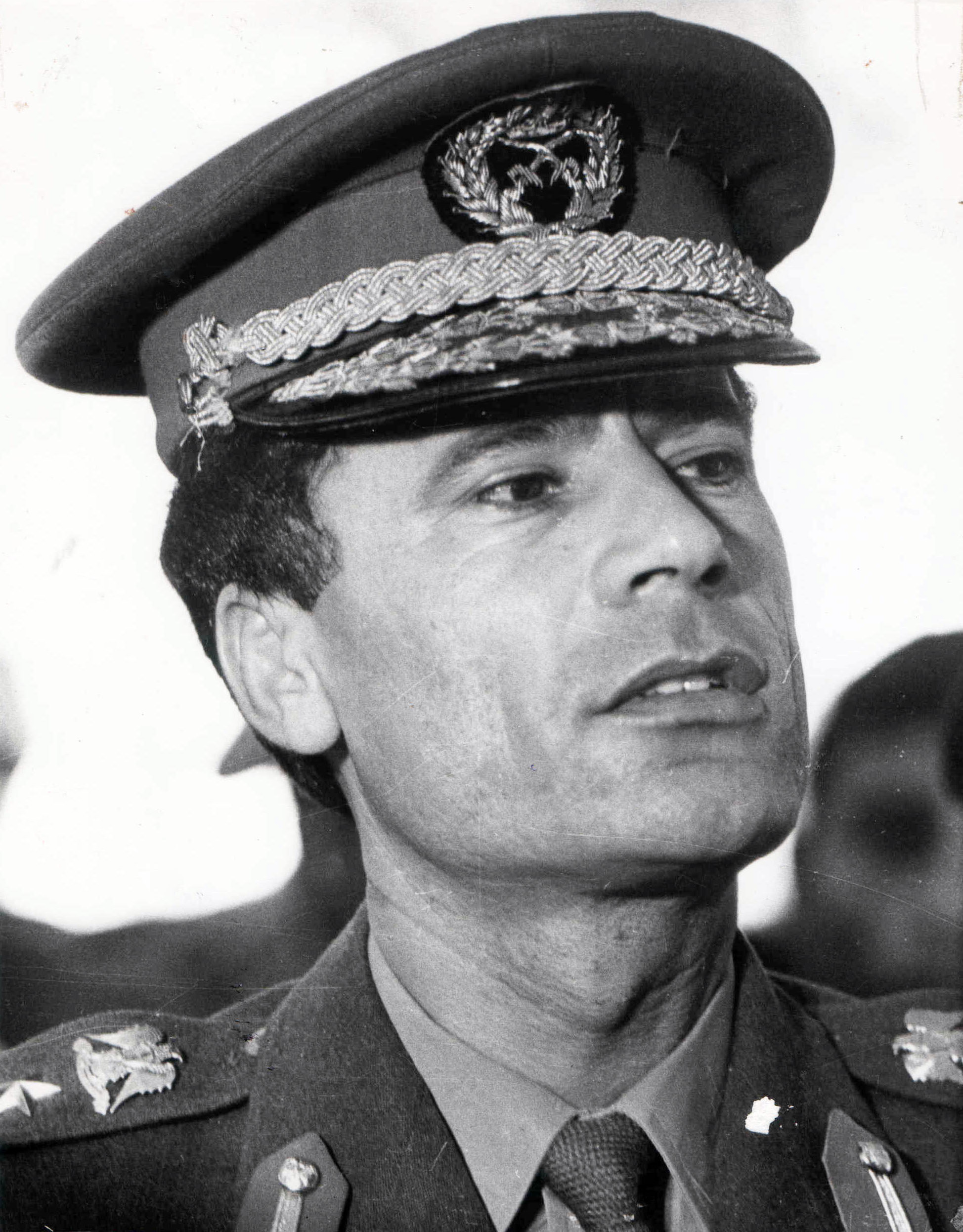
ساعد الرئيس الليبي معمر القذافي (في الصورة) نظام عيدي أمين أثناء حرب أوغندا وتنزانيا.

أصبح اقتصاد أوغندا يحتضر في ظل حكم أمين الفاسد وعدم الاستقرار المتخمر في القوات المسلحة. عقب فشل تمرد في أواخر أكتوبر 1978، عبرت القوات الأوغندية الحدود التنزانية لمطاردة الجنود المتمردين. وفي 1 نوفمبر، أعلن أمين أنه ضم نتوء كاغيرا في شمال تنزانيا. أوقفت تنزانيا الغزو المفاجئ، وحشدت جماعات المعارضة المعادية لأمين، وشنت هجوما مضادا. وقال نيريري للدبلوماسيين الأجانب إنه لا ينوي خلع أمين، ولكن فقط «تلقينه درسا». لم يصدق هذا الادعاء؛ فقد احتقر نيريري أمين، وأدلى ببيانات لبعض زملائه حول الإطاحة به. ورأت حكومة تنزانيا أيضا أن الحدود الشمالية لن تكون آمنة إلا إذا تم القضاء على التهديد الذي يشكله أمين. بعد أن استردت قوات الدفاع الشعبي شمال تنزانيا، تم تعيين اللواء ديفيد موسوغوري قائدا للفرقة 20 وأمر بالاندفاع داخل الأراضي الأوغندية. في منتصف شهر فبراير، أرسلت القوات الليبية جوا إلى عنتيبي لمساعدة الجيش الأوغندي. اعتبر الرئيس الليبي معمر القذافي أن أوغندا، الدولة المسلمة في رأيه، كانت مهددة من قبل جيش مسيحي، وأراد إيقاف التنزانيين.
في 24 فبراير 1979، استولت قوات الدفاع الشعبي على ماساكا. خطط نيريري أصلاً لوقف قوّاته هناك والسماح للمنفيين الأوغنديين بمهاجمة كامبالا، عاصمة أوغندا، والإطاحة بأمين. وأعرب عن خشيته من أن مشاهد احتلال المدينة من قبل القوات التنزانية ستعكس بشكل سيء صورة البلد في الخارج. ومع ذلك، وبما أن قوات المتمردين الأوغندية لا تملك القوة اللازمة لهزيمة الوحدات الليبية القادمة، قرر نيريري استخدام قوات الدفاع الشعبي للاستيلاء على العاصمة. وكان سقوط ماساكا قد فاجأ بشدة وأزعج كثيرا القادة الأوغنديين الذين اعتبروا أن الهزيمة جعلت كمبالا عرضة للهجوم. قاموا بتعبئة قوات إضافية وبدأوا في التخطيط للدفاع عن المدينة. وفي غضون ذلك، قامت الفرقة الـ20 لقوات الدفاع الشعبي بالإعداد للتقدم من ماساكا إلى كامبالا.

## مقدمة
كان الطريق الوحيد من ماساكا إلى كامبالا يمر عبر لوكايا، وهي بلدة تقع على بعد 39 كيلومترات شمال الأولى. واستمر الطريق، من هناك، على امتداد 25 كيلو متر من الطريق المعبد الذي كان يمر عبر مستنقعات إلى أن يصل إلى نابوسانكي. كان هذا المستنقع غير قابل للسير للسيارات، وإذا دمر الأوغنديون الطريق المعبد، فسوف يتأخر الهجوم التنزاني على كامبالا لعدة أشهر. وعلى الرغم من أن قوات الدفاع الشعبي ستكون عرضة للمرور، فإن موسوغوري أمر قواته بتأمينه. تم إرسال اللواء 207 التابع لقوات الدفاع الشعبي من خلال المستنقعات إلى الشرق، وأرسل اللواء 208 غربا لإجراء عملية تمشيط واسعة النطاق من شأنها أن تقربه حول الطرف الشمالي من المستنقع، وكان على اللواء 201 تحت إمرة العميد عمران كومبي التقدم على الطريق السريع مباشرة إلى البلدة. وكان اللواء 201 يتألف بالكامل تقريبا من رجال الميليشيات، والعديد منهم لم ير القتال. إلا أن الوحدة عززتها كتيبة من المتمردين الأوغنديين بقيادة العقيد ديفيد أوييتي-أوجوك.
قدمت خطة لتدمير الطريق المعبد إلى أمين في كامبالا، لكنه رفضها قائلا إن ذلك سيحد من قدرة جيشه على شن هجوم مضاد ضد التنزانيين. وأعرب أيضا عن اعتقاده بأنه مع التأييد الليبي سيهزم قوات الدفاع الشعبي قريبا، ومن ثم فإن تدمير الطريق المعبد ثم إعادة بنائه سيكون غير ضروري. وفي 9 مارس، تم نقل أكثر من ألف من القوات الليبية وعدد من جماعات المغاورين التابعة لمنظمة التحرير الفلسطينية جوا إلى أوغندا. وشملت القوة الليبية وحدات نظامية، وأقسام تابعة لميليشيا الشعب، وأعضاء الفيلق الأفريقي. وكانت مصحوبة بما مجموعه 15 دبابة من طراز T-55، وما يزيد على اثنتي عشرة ناقلة أفراد مصفحة، وعربات لاند روفر متعددة، مزودة ببنادق عديمة الارتداد عيار 106 ملم (4.2 بوصة)، اثني عشر نوعا مختلفا من قاذفات صواريخ كاتيوشا عيار 12 ماسورة من سلسلة بي أم-21 غراد، وقطع أخرى من المدفعية الكبيرة، مثل قذائف الهاون من 122 ملم وبطاريتي مدافع الهاوتزر D-30. وأمر أمين الليبيين، بالإضافة إلى بعض القوات الأوغندية—بما في ذلك كتيبة المدفعية والإشارات— ومقاتلي منظمة التحرير الفلسطينية، بإعادة الاستيلاء على ماساكا، وتجمعت قوة لهذا الغرض على الحافة الشمالية للمستنقع بين لوكايا وبوغانغا. ووضع المقدم غودوين سولي، وهو قائد للمظليين، في قيادة العملية. وقدمت للقوات الليبية إحاطة عنها في ميتالا ماريا. وفي ذلك المساء، انسحبت القوات الأوغندية الموجودة في لوكايا.

## المعركة

### 10 مارس
في صباح يوم 10 مارس، قامت قوات الدفاع الشعبي بقصف خفيف للوكايا، التي كان السكان قد فروا منها. ثم احتل اللواء 201 البلدة بانتظار عبور الطريق المعبد في اليوم التالي، وبدأ في حفر الخنادق كتدبير احترازي. ولم يكن التنزانيون والأوغنديون والليبيون على علم بمواقع بعضهم البعض. وفي وقت متأخر من بعد ظهر اليوم، بدأت القوة الأوغندية-الليبية-الفلسطينية تقدمها نحو لوكايا حيث صدرت أوامر بالاستيلاء على ماساكا في غضون ثلاث ساعات. وعند رؤية التنزانيين عند الغسق، بدأو في وابل من صواريخ كاتيوشا. وقد أطلقت المدفعية النار عليهم، ولكن الجنود التنزانيين الذين يفتقرون إلى الخبرة في معظمهم كانوا خائفون، وكثير منهم كسر صفوفهم وفروا. وعلى الرغم من أن آخرين بقوا في مواقعهم الدفاعية، فقد فوجئنا وأجبروا بسرعة على الانسحاب إلى إلى المستنقع على طريق ماساكا بعد رؤية دبابات T-55 الليبية وثلاثة دبابات أوغندية من طراز M4A1 شيرمان تتقدم باتجاههم. ولم يقتل أحد في هذه العملية. وعلى الرغم من أوامرها بإعادة الاستيلاء على ماساكا، فقد توقفت القوة الأوغندية - الليبية في لوكايا، خوفا من أن التنزانيين كانوا يحاولون استدراجهم إلى كمين. وأنشأ الليبيون مواقع دفاعية، ولكنهم لم يحفروا أي خنادق. ولم يحرس الطريق إلا ثلاث دبابات تنزانية. وحاول كومبي ومرؤوسوه إعادة تجميع لواءهم حتى يتسنى له مواصلة القتال، لكن الجنود اهتزوا ولم يكن من الممكن تنظيمهم.
قرر القادة التنزانيون تغيير خططهم لمنع فقدان لوكايا من التحول إلى كارثة. وقد أمر اللواء 208 تحت إمرة العميد مويتا ماروا، الذي كان على بعد 60 كيلومترا شمال غربي البلدة، بعكس المسار وعزل الأوغنديين والليبيين من كامبالا بأسرع ما يمكن. تم توجيه تعليمات للدبابات على طريق ماساكا بإطلاق النار على المواقع الأوغندية والليبية. وكان سائقوها يترددون في القيام بذلك بدون دعم من المشاة، وبذلك أرسل موسوغوري أحد ضباطه إلى المنطقة لضمان تنفيذ الأمر. تم تجنيد المتطوعين من اللواء 201 للتسلل إلى لوكايا من خلال المستنقع وجمع المعلومات الاستخبارية. وقد ساد الارتباك بين عشية وضحاها؛ وكانت القوة الأوغندية-الليبية-الفلسطينية واللواء 201 من قوات الدفاع الشعبي غير منظمين، وتحركت القوات من كلا الجانبين في الظلام (لم يكن هناك ضوء القمر) على طول الطريق وفي البلدة، ولم تتمكن من التفريق بين بعضها البعض. وفي إحدى الحوادث، كان أوييتي-أوجوك يقود مجموعة من مقاتلي كيكوسي ما الوم إلى أسفل الطريق عندما استمعوا إلى أشخاص آخرين يتحدثون باللغة السواحلية. افترضت أوييتي-أوجوك ومجموعته أنهم كانوا حلفاء، ولكن واحد منهم قال في لغة اللو، وهي لغة لم يتحدث بها الناس في تنزانيا: «انتظر حتى الصباح وسنقوم بسحق هؤلاء الآكولي الأغبياء». أوعز أوجوك إلى رجاله بفتح النار، ولكن في الظلام لم يتمكنوا من التحقق مما إذا كانوا قد أصابوا أي شخص. ولم تنجح الدوريات التنزانية إلى حد كبير في التحقق من المواقع الأوغندية-الليبية، ولذلك فإن نيران الدبابات لم تكن فعالة. قتل ثمانية جنود تنزانيين ومقاتل من كيكوسي ما الوم على مدار الليل.

### 11 مارس
وصل اللواء 208 إلى موضع الإحاطة الخاص به على طريق كامبالا عند الفجر في 11 مارس، وبدأ الهجوم المضاد. وقد هاجم اللواء 201 الذي أعيد تجميعه من الأمام واللواء 208 من الخلف، مما فرض ضغطا كبيرا على القوة الأوغندية-الليبية. وقد دمرت المدفعية التنزانية بدقة صفوفهم، لا سيما قذائف كاتيوشا التابعة لقوات الدفاع الشعبي التنزانية. وقد فوجئ الأوغنديون والليبيون بالهجوم، ولم يتمكنوا من حشد مقاومة فعلية. وبدأ معظم الليبيين في التراجع بعد ذلك. في مقره إلى الشمال، أيقظ اللفتنانت كولونيل الأوغندي عبده كيسولي، قائد فوج المدفعية والإشارات، من قبل الليبيين المنسحبين. وأمر الرائد ألويسيوس نديبوا بسد طريق كامبالا للحد من الانسحاب. ثم تحرك نحو الجبهة من كايابوي، في حين تولى سولي قيادة العديد من الدبابات واتجه نحو المعركة. بالقرب من جسر كاتونغا، اتخذت القوات التنزانية مواقع في غابة الأوكاليبتوس على الجانب الغربي من الطريق. وقد نصبوا كمينا للأوغنديين والليبيين، مما تسبب في خسائر فادحة. عشرات من سيارات الجيب أجلت الجرحى إلى كامبالا.
في محاولة لتعزيز الروح المعنوية، انضم الجنرال الأوغندي إسحاق مالييامونغو واللواء يوسف غووان إلى قواتهما في خط المواجهة. ولأسباب غير معلومة، كثيرا ما كانت المواقع التي اتخذها الرجلين عرضة لإطلاق صاروخي مفاجئ وكثيف. وحاول الضباط الصغار الأوغنديون إقناع رجالهم بأن التنزانيين ربما كانوا على علم بوجود الجنرالين وأنهم يستهدفونهم بعمليات قصف دقيق. ومع ذلك، شعرت القوات الأوغندية بأن مالييامونغو وغووان كانا رسل سوء الحظ وأطلقوا عليهم اسم «بيسيراني» أو «نذير شؤم». وسرعان ما أدرك سولي أن الجنرالان لم يكن لهم أثر إيجابي وطلب منهم مغادرة الجبهة. وقد قتل سولي في وقت لاحق بعد أن دهسته إحدى دباباته عن طريق الخطأ عندما أمرها بعكس مسارها للمناورة حول حفرة تم إنشاؤها بواسطة قذيفة مدفعية تنزانية. كان القائد كيسولي قد فقد الاتصال به، ولم يكن على علم بمصيره حتى اليوم التالي. وأدت وفاته إلى انهيار هيكل القيادة الأوغندي، وتخلت القوات الأوغندية المتبقية عن مواقعها وفرت.

## تبعات

### الإصابات والخسائر
أبلغ التنزانيون في وقت لاحق أن 7,000 من عناصر قوات الدفاع الشعبي والمتمردين الأوغنديين شاركوا في المعركة. وبعد المعركة، أحصت القوات التنزانية أكثر من 400 من الجنود القتلى في المنطقة، بمن فيهم نحو 200 من الليبيين. وقد أحضرت المزيد من الجثث على يد القوات المنسحبة إلى كامبالا. وأشار سكان كايابوي في وقت لاحق إلى رؤية العديد من الجثث الليبية تتناثر عبر طريق كمبالا إلى الشمال من لوكايا وجسر كاتونغا. كان الجنود التنزانيون يبغضون أسر جنودا ليبيين، وبدلا من ذلك، أطلق الرصاص على أولئك الذين وجدوهم، لأن قادتهم السياسيين أخبروهم في الأيام السابقة بأن العرب يأتون إلى أفريقيا جنوب الصحراء لإعادة إرساء الرق؛ ألقي القبض على وكيل عريف جريح واحد. أجلت ثلاث طائرات الليبيين الجرحى من كامبالا إلى طرابلس. والإصابات في صفوف تنزانيا كانت خفيفة. وبعد اشتباك لوكايا، ادعت إذاعة أوغندا أن 500 من التنزانيين لقوا مصرعهم وأصيب 500 آخرون بجروح. وادعى منفيون من المعارضة الأوغندية أن 600 من جنود الحكومة الأوغندية وعدد غير محدد من الليبيين قتلوا. وقد رفضت نشرة أبحاث أفريقيا هذه الإحصاءات، وكتبت أن «لا يمكن لأي من هذه الأرقام أن يكون لها مصداقية». وادعت الصحافة الحكومية التنزانية أنه تم «إبادة» كتيبتين من حوالي 2,000 جندي أوغندي. كما تم الإبلاغ عن تدمير ثلاث دبابات. أقرت مصادر دبلوماسية مستقلة بأن التفاصيل الفورية لهذه المعركة لم تكن واضحة، ولكنها وصفت الإصابات التي لحقت والتي أعلنها كلا المتحاربين بأنها مبالغ فيها إلى حد كبير. وقد حُملت وسائل الإعلام الدولية على الاعتقاد بأن التقهقر التنزاني الأولي من لوكايا لم يكن هزيمة وإنما هو عمل استراتيجي متعمد. وقد تركت القوات الأوغندية–الليبية العديد من الأسلحة وكذلك نسخة من خطتهم القتالية، التي استولى عليها التنزانيون. وكشفت الوثيقة عن أن قوات أمين كانت ستتوغل في نهاية المطاف بعد ماساكا وتطرد قوات الدفاع الشعبي من كاليسيزو.

### الآثار الاستراتيجية
قال كيسولي في وقت لاحق إن لوكايا «كانت المعركة الجادة الأخيرة، وهذا هو المكان الذي خسرنا فيه الحرب.» وصرح الدبلوماسي الهندي مادانجيت سينغ إنها «كانت في الأساس معركة لوكايا التي حطمت الروح المعنوية لجيش أمين.» وقد استنتج المؤرخون توم كوبر وأدريان فونتانيلاز إنه «بعد معركة لوكايا، انهار الجيش الأوغندي بحكم الواقع وهرب». كان سولي أحد أكثر القادة كفاءة في الجيش الأوغندي، وكان لوفاته أثر ضار على القوة. وبعد الاشتباك، انسحب كثير من القادة الأوغنديين من الخطوط الأمامية. وقد قطعت الهزيمة الأوغندية في لوكايا اتصالات الكتيبة الانتحارية في سمبابولي عن القوات الأوغندية الأخرى. طلب أمين البابا يوحنا بولس الثاني التدخل والدعوة إلى إنهاء الحرب، بسبب تزايد شعوره باليأس والنداءات التي وجهها إلى الأمم المتحدة، وجامعة الدول العربية، ومنظمة الوحدة الأفريقية قليلة الأثر.
أعلن التنزانيون علنا أنهم يتمتعون بالسيطرة الكاملة على لوكويا. وعلى الرغم من انتصارهم، شعر القادة التنزانيون بأن المعركة شنت بشكل كارثي؛ وأنه لو تطخى الأوغنديون والليبيون لوكايا بعد الاحتلال، كان بإمكانهم استرجاع ماساكا وطرد قوات الدفاع الشعبي من أوغندا. وفي 13 مارس، التقى وزير الدولة بوزارة الدفاع التنزانية موسى نناوي ومسوغوري مع المحاربين القدامى في المعركة لمعرفة المزيد عما حدث. وقد أعرب أولئك الذين انسحبوا من الليبيين عن أنهم مرهقون وأرادوا الحصول على إجازة لمدة شهر من خط الجبهة. وقد أخبرهم نناوي بأن الحرب بالغة الأهمية للقيام بذلك، لأن ذلك سيضر بالقدرة العملياتية لقوات الدفاع الشعبي. أعيد تنظيم اللواء 201 في وقت لاحق بحيث لم يعد رجال الميليشيا يهيمنون على صفوفه.

### مسار الحرب
بعد فترة وجيزة من احتلال لوكايا، أطلقت قوات الدفاع الشعبي عملية دادا عيدي، وفي الأيام التالية، قامت الألوية 207 و208 بإزالة الألغام من طريق كامبالا واستولت على مبيغي. فرت القوات الأوغندية والليبية بعيدا عن الخط الأمامي تجاه العاصمة. وفي غضون ذلك، التقت جماعات المعارضة الأوغندية في موشي. وأنشأوا لاحقا جبهة التحرير الوطني الأوغندية بوصفها منظمة جامعة موحدة، وأنشأوا مجلس وزراء. وقد خفف النجاح في تشكيل حكومة جبهة التحرير الوطني من الشواغل التي أعربت عنها تنزانيا بشأن عواقب الاستيلاء على العاصمة. وعلى الرغم من فشل قواته في لوكايا، عزز القذافي أمين بكميات كبيرة من المعدات و2،000 فردا من ميليشيا الشعب. نقل الأفراد والعتاد الجوي إلى مطار عنتيبي الدولي بنقل جوي منتظم.
في أوائل أبريل، بدأت القوات التنزانية تركز جهودها على إضعاف الموقف الأوغندي في كامبالا. وكان القادة التنزانيون قد افترضوا في البداية أن يقوم أمين بوضع القسم الأكبر من قواته في العاصمة، وأن خططهم الأولية تدعو إلى شن هجوم مباشر على المدينة. ولكن من المنطقة المرتفعة في مبيغي يمكنهم أن يروا كمية كبيرة من الحركة الجوية الليبية فوق شبه جزيرة عنتيبي ووحدة كبيرة من الجنود الأوغنديين والليبيين. أمر مودوغوري قوات الدفاع الشعبي بتأمين شبه الجزيرة، وفي 7 أبريل قام اللواء 208 بالاستيلاء عليها. حاول العديد من الجنود الليبيين إخلاء كامبالا ولكن تم اعتراضهم وقتلهم. ثم بدأ القادة التنزانيون يستعدون للهجوم على كامبالا. وطلب نيريري منهم ترك الطريق الشرقي من المدينة المؤدي إلى جينجا بحيث يمكن للقوات الليبية أن تقوم بالجلاء. وكان يعتقد أنه من خلال السماح لهم بالهرب، يمكن لليبيا أن تتجنب الإذلال وتنسحب بهدوء من الحرب. وكان نييريري يخشى أيضا من أن تؤدي المزيد من النزاعات مع القوات الليبية إلى إثارة التوترات الأفريقية - العربية ودعوة الدول العربية الأخرى إلى خوض حرب مسلحة. وبعث برسالة إلى القذافي يشرح فيها قراره قائلا إن الليبيين يمكن نقلهم جوا إلى خارج أوغندا بدون اعتراض من مهبط الطائرات في جينجا. وقام معظمهم على الفور بإخلاء كامبالا عن طريق الممر المفتوح إلى كينيا وإثيوبيا، حيث أعيدوا إلى أوطانهم. وقد تقدمت قوات الدفاع الشعبي إلى كامبالا في 10 أبريل، وأخذتها بأقل قدر من المقاومة. استمرت عمليات القتال في أوغندا حتى 3 يونيو، عندما وصلت القوات التنزانية إلى الحدود السودانية وقضت على المقاومة الأخيرة. انسحبت قوات الدفاع الشعبي من البلد في عام 1981.

### الإرث
كانت معركة لوكايا أكبر اشتباك في الحرب بين أوغندا وتنزانيا. على الرغم من مشاركة منظمة التحرير الفلسطينية بوجه عام في المجهود الحربي الأوغندي، فإن نيريري لم يحمل أي ضغينة تجاه المنظمة، وبدلا من ذلك استشهد بعزلتها على الساحة الدولية كسبب لقربها من أمين. وفي 7 فبراير 1981، قدم أوبوتي لموسوغوري رماحين تكريماً لـ «عمله الشجاع في معركة لوكايا». بعد سنوات عديدة من المعركة وضعت لوحة كبيرة في لوكايا لإحياء ذكرى الجنود الليبيين الذين قتلوا هناك.

## استشهادات
1. 1 2  Honey، Martha (12 أبريل 1979). "Ugandan Capital Captured". The Washington Post. مؤرشف من الأصل في 2019-04-16. اطلع عليه بتاريخ 2018-11-07.
2. 1 2  Roberts 2017، صفحة 155.
3. ↑  Roberts 2017، صفحات 155–156.
4. ↑  Roberts 2017، صفحات 160–161.
5. ↑  Roberts 2017، صفحات 163–164.
6. ↑  Avirgan & Honey 1983، صفحة 79.
7. ↑  Legum 1980، صفحة B 432.
8. 1 2 3 4  Avirgan & Honey 1983، صفحة 89.
9. ↑  Roberts 2017، صفحات 162–163.
10. ↑  Rwehururu 2002، صفحة 124.
11. 1 2 3 4 5 6 7  Avirgan & Honey 1983، صفحة 90.
12. 1 2 3  Pollack 2004، صفحة 369.
13. ↑  Cooper & Fontanellaz 2015، صفحات 32, 62.
14. 1 2  Cooper & Fontanellaz 2015، صفحة 32.
15. 1 2 3 4 5 6 7 8 9  Lubega، Henry (25 مايو 2014). "Tanzanians found Amin men weak - Col Kisuule". Daily Monitor. مؤرشف من الأصل في 2019-04-19. اطلع عليه بتاريخ 2019-01-23.
16. 1 2 3 4 5  Mugabe، Faustin (20 ديسمبر 2015). "How bar fight sparked the 1979 Uganda - Tanzania war". Daily Monitor. مؤرشف من الأصل في 2018-10-03. اطلع عليه بتاريخ 2019-02-07.
17. 1 2 3 4 5  Cooper & Fontanellaz 2015، صفحة 33.
18. 1 2 3 4  "How Mbarara, Kampala fell to Tanzanian army". Daily Monitor. 27 أبريل 2014. مؤرشف من الأصل في 2019-04-13. اطلع عليه بتاريخ 2018-12-24.
19. ↑  Cooper & Fontanellaz 2015، صفحات 32–33.
20. 1 2 3  Rwehururu 2002، صفحة 125.
21. ↑  Avirgan & Honey 1983، صفحات 90–91.
22. 1 2  Pollack 2004، صفحة 371.
23. 1 2 3 4 5 6 7 8 9 10 11 12  Avirgan & Honey 1983، صفحة 91.
24. ↑  Mzirai 1980، صفحة 68.
25. ↑  Museveni، Yoweri K. (7 مايو 2012). "Mogadishu: Museveni responds to Obbo". New Vision. مؤرشف من الأصل في 2019-04-02. اطلع عليه بتاريخ 2019-02-02.
26. 1 2  Mzirai 1980، صفحة 72.
27. ↑  Cooper & Fontanellaz 2015، صفحات 33–34.
28. 1 2 3  Amin، Jaffar Rembo (14 أبريل 2013). "How Amin's commander betrayed Ugandan fighters to Tanzanians". Daily Monitor. مؤرشف من الأصل في 2019-03-30. اطلع عليه بتاريخ 2019-02-03.
29. 1 2  Rwehururu 2002، صفحة 126.
30. 1 2  Kato، Joshua (23 يناير 2014). "Katonga bridge, the jewel of the liberation". New Vision. مؤرشف من الأصل في 2019-01-23. اطلع عليه بتاريخ 2019-01-22.
31. 1 2 3  Avirgan & Honey 1983، صفحة 94.
32. 1 2 3  "Tanzania, Uganda both claim victory". The Ottawa Journal. يونايتد برس إنترناشيونال. 19 مارس 1979. ص. 10. مؤرشف من الأصل في 2019-04-23.
33. ↑  Mzirai 1980، صفحة 71.
34. 1 2  Mzirai 1980، صفحة 69.
35. ↑  Singh 2012، صفحة 175.
36. ↑  Cooper & Fontanellaz 2015، صفحة 34.
37. ↑  Avirgan & Honey 1983، صفحات 91–92.
38. ↑  Mzirai 1980، صفحات 69–70.
39. ↑  Avirgan & Honey 1983، صفحة 92.
40. ↑  Avirgan & Honey 1983، صفحة 117.
41. 1 2  Avirgan & Honey 1983، صفحة 121.
42. ↑  Pollack 2004، صفحات 371–372.
43. ↑  Pollack 2004، صفحة 372.
44. ↑  Avirgan & Honey 1983، صفحات 121–122.
45. ↑  Avirgan & Honey 1983، صفحات 124–125.
46. 1 2  Pollack 2004، صفحة 373.
47. ↑  Roberts 2017، صفحة 163.
48. ↑  Avirgan & Honey 1983، صفحات 232–233.
49. ↑  Mzirai 1980، صفحة 67.
50. ↑  The Army Quarterly and Defence Journal. ج. 109. 1979. ص. 374. ISSN:0004-2552. مؤرشف من الأصل في 2020-04-08.